# Salenocidaris brachygnatha
Salenocidaris brachygnatha is een zee-egel uit de familie Saleniidae.
De wetenschappelijke naam van de soort werd in 1934 gepubliceerd door Theodor Mortensen.